# W. E. B. Du Bois
William Edward Burghardt Du Bois (AFI: [djuːˈbɔɪs]; Great Barrington, 23 de febrero de 1868- Acra, 27 de agosto de 1963) fue un sociólogo, historiador, activista por los derechos civiles, panafricanista, autor y editor estadounidense. Nacido en Massachusetts, Du Bois creció en una comunidad tolerante y respetuosa, pero aun así experimentó racismo durante su infancia. Después de graduarse en Harvard, donde es el primer afroestadounidense en obtener un doctorado en filosofía, se convierte en profesor de historia, sociología y economía en la Universidad de Atlanta. Du Bois también fue uno de los cofundadores de la Asociación Nacional para el Progreso de las Personas de Color (NAACP) en 1909.
Alcanzó prominencia nacional cuando fue designado líder del Movimiento Niágara, un grupo de activistas afroestadounidenses que buscaban la igualdad de derechos para los negros. Du Bois y sus partidarios se opusieron al compromiso de Atlanta de Booker T. Washington, un acuerdo que estipulaba que los negros del sur trabajarían y se someterían ante la dominación política blanca, mientras los blancos del Sur les garantizaban el recibimiento de oportunidades educativas y económicas básicas. Du Bois insistió en los derechos civiles y en el aumento de la representación política, que a su juicio debía ser impulsada por la elite intelectual afroestadounidense, a la que denominó El Décimo Talentoso. Du Bois no fue un hombre religioso, se describía a sí mismo como un librepensador o agnóstico, y tenía poca paciencia con las iglesias afroestadounidenses o el clero, porque sentía que retrasaban el camino del progreso.
El racismo y la discriminación eran los objetivos frecuentes de las polémicas de Du Bois, y protestó ruidosamente contra los linchamientos, las leyes Jim Crow y la discriminación en la educación. Du Bois hizo varios viajes a Europa, África y Asia. Después de la Primera Guerra Mundial, encuestó a soldados negros en Francia y documentó la intolerancia generalizada en el ejército de los Estados Unidos. Su causa incluía a personas de color de todas partes, particularmente a los asiáticos y africanos en su lucha contra el colonialismo y el imperialismo. Fue un defensor del panafricanismo y ayudó a organizar varios congresos panafricanos para liberar a las colonias africanas de las potencias europeas. Du Bois también fue un feminista que apoyó el movimiento sufragista femenino en los Estados Unidos.
Du Bois fue un autor prolífico, que produjo novelas, ensayos, editoriales, autobiografías, obras de no ficción y estudios académicos. En su papel como editor del diario de la NAACP The Crisis, publicó muchas columnas editoriales importantes. Su libro The Souls of Black Folk (Las almas del pueblo negro) de 1903, fue un trabajo fundamental para la literatura afroestadounidense, y su obra maestra Black Reconstruction in America de 1935, desafió la ortodoxia prevaleciente de que los negros eran los responsables de los fracasos de la época de la Reconstrucción. Escribió tres autobiografías, cada una ellas con ensayos perspicaces sobre sociología, política e historia. Du Bois consideraba que el capitalismo era la principal causa del racismo, y generalmente fue favorable a causas socialistas a lo largo de su vida. Fue un ferviente pacifista y abogó por el desarme nuclear. La Ley de Derechos Civiles, que incorporó muchas de las reformas por las que Du Bois hizo campaña durante toda su vida, fue promulgada un año después de su muerte.

## Primeros años

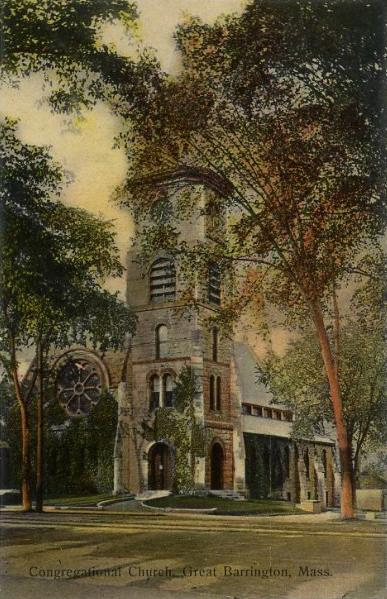
De niño, Du Bois asistió a la Iglesia congregacional de Great Barrington, Massachusetts. Los miembros de la Iglesia recolectaron donaciones para pagar su matrícula universitaria.

William Edward Burghardt Du Bois nació el 23 de febrero de 1868, en Great Barrington, Massachusetts, hijo de Alfred Du Bois y Mary Silvina Burghardt Du Bois. Se crio en Great Barrington, una ciudad predominantemente blanca.
La familia de María Silvina Burghardt formaba parte de la pequeña población negra libre de Great Barrington, y tenía la propiedad de muchas tierras en el estado. La familia de Burghardt descendía de ancestros africanos y holandeses. El bisabuelo materno de Du Bois fue Tom Burghardt, un esclavo nacido en África occidental alrededor de 1730, que fue propiedad del holandés-estadounidense Conraed Burghardt. Tom obtuvo su libertad en 1780 por su servicio como soldado raso durante la Revolución estadounidense en la compañía del capitán John Spoor. El hijo de Tom Jack Burghardt fue el padre de Othello Burghardt, quien fue el padre de Mary Silvina Burghardt.
El bisabuelo paterno de William Du Bois fue un franco-estadounidense blanco llamado James Du Bois de Poughkeepsie, Nueva York, que tuvo varios hijos con amantes esclavas. Uno de los hijos de raza mixta de James fue Alexander. Tras la muerte de James, Alexander fue repudiado por la familia Du Bois, forzado a renunciar a una educación y liberado para trabajar.
Alexander se convirtió en comerciante en New Haven y se casó con Sarah Marsh Lewis. Alexander Du Bois viajó a Haití y alrededor de 1833 tuvo un hijo, Alfred, con una amante de allí. Pero Alexander volvió a Connecticut, dejando a Alfred en Haití con su madre. No se sabe cuándo Alfred se trasladó desde Haití a los Estados Unidos, pero apareció en el censo de Nueva York en 1860 como Alfred Du Bois. Alfred Du Bois y Mary Silvina Burghardt se casaron el 5 de febrero de 1867, en Housatonic, Massachusetts, y William nació al año siguiente. Alfred abandonó a Mary cuando su hijo William tenía dos años. W. E. B. Du Bois se identificó a sí mismo como "mulato" o "alrededor de la mitad o más negro".
Cuando William era joven, su madre sufrió un accidente cerebrovascular que la dejó incapacitada para trabajar. Durante su juventud, Du Bois asistió a la Primera Iglesia Congregacionalista de Great Barrington. Fue tratado bien por la comunidad de Great Barrington y experimentó poca discriminación. Asistió a la escuela pública local y jugó con sus compañeros blancos; no obstante, a los diez años sufrió el rechazo de una compañera de clase que se negó a intercambiar con él su tarjeta de visita, momento en que recordaría sentirse aislado por un «velo inmenso». A esto se sumaron otras experiencias dolorosas debido al color de su piel, y en 1881 un juez estuvo a punto de enviarle a un reformatorio por hurtar unas uvas de la finca de un acaudalado propietario.
Los profesores alentaron sus intereses intelectuales. Su experiencia con los estudios académicos lo llevaron a pensar que podría utilizar sus conocimientos en beneficio de los afroestadounidenses. Los habitantes del lugar donaron dinero para que él asistiera a la Universidad de Fisk, una universidad históricamente negra.

### Formación universitaria

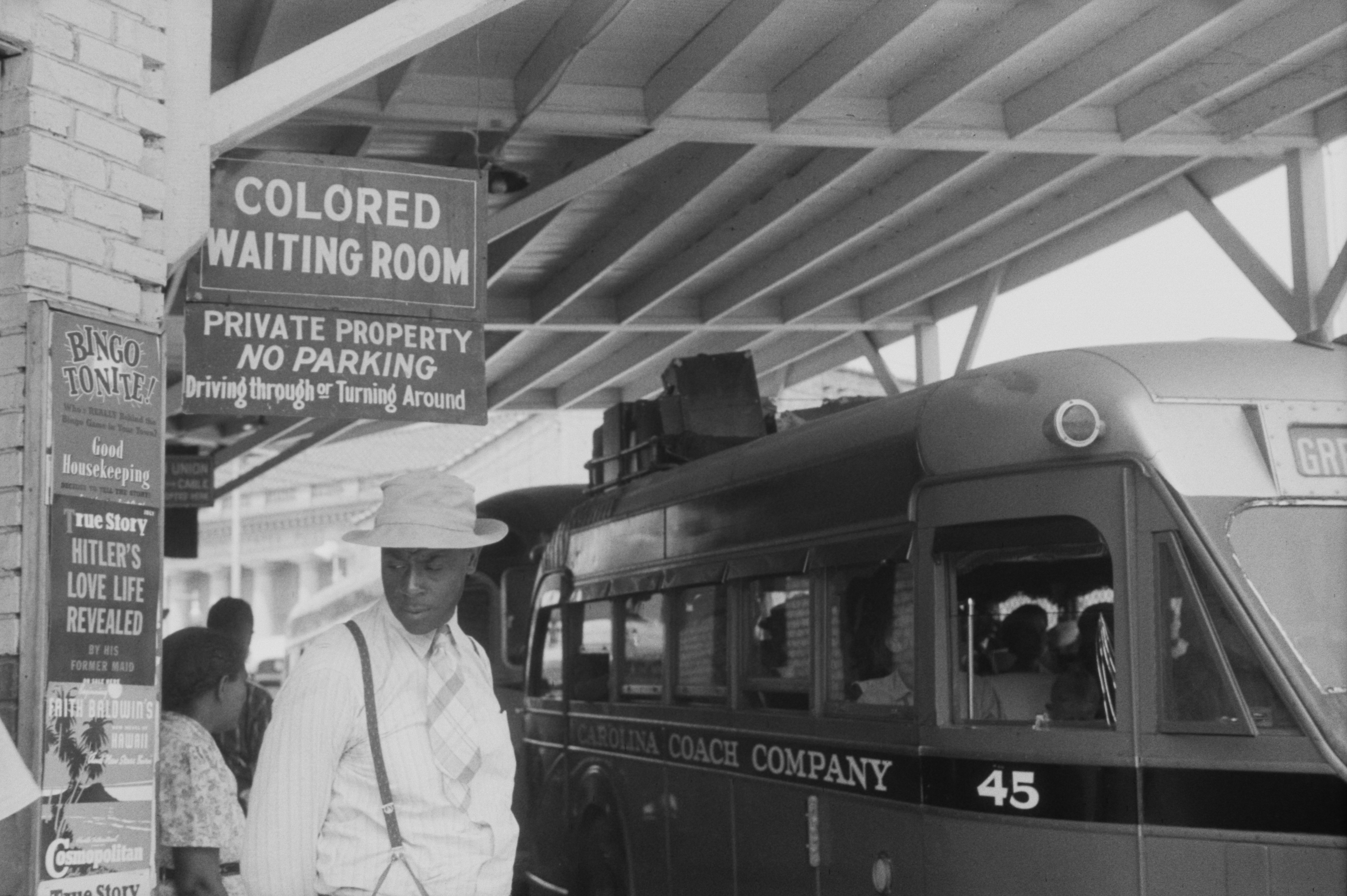
Du Bois se encontró por primera vez con la segregación racial de Jim Crow cuando asistió a la Universidad de Fisk, en Tennessee.

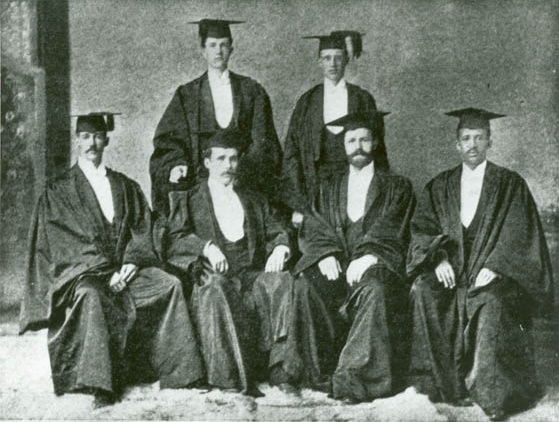
Du Bois (a la derecha) durante su graduación en Harvard en 1890.

Gracias al dinero donado por los vecinos, Du Bois asistió a la Universidad de Fisk en Nashville, Tennessee, entre 1885 y 1888. Fue la primera experiencia de Du Bois con el racismo del Sur, incluyendo las leyes Jim Crow, los linchamientos y el fanatismo. Después de recibir un título de Fisk, asistió a la Universidad de Harvard desde 1888 hasta 1890, obteniendo un segundo título de grado cum laude en historia. Pagó sus estudios universitarios con el dinero de los trabajos de verano, una herencia, becas y préstamos de amigos. Mientras estuvo en Harvard, fue fuertemente influido por el profesor William James. En 1891, Du Bois recibió una beca para asistir al Colegio de postgrado de sociología en Harvard.
En 1892, Du Bois recibió otra beca del Fondo para la Educación de Libertos John F. Slater para asistir a la Universidad Humboldt de Berlín en sus estudios de posgrado. Mientras estudiaba en Berlín, viajó por toda Europa. Se volvió un intelectual maduro en la capital alemana, mientras estudiaba con algunos de los científicos sociales más destacados de esa nación, incluyendo a Gustav von Schmoller, Adolph Wagner y Heinrich von Treitschke. Después de regresar de Europa, Du Bois completó sus estudios de posgrado y en 1895 se convirtió en el primer afroestadounidense en obtener un doctorado de la Universidad de Harvard; su tesis fue The Suppression of the African Slave Trade to the United States of America, 1638–1870.

### Universidad de Wilberforce y de Pennsilvania
En el verano de 1894, Du Bois recibió varias ofertas de empleo, incluyendo una del prestigioso Instituto Tuskegee; escogió un trabajo como profesor en la Universidad de Wilberforce en Ohio. En Wilberforce, Du Bois conoció a Alexander Crummell y fue profundamente influido por su tesis de que las ideas y principios son herramientas necesarias para lograr un cambio social. En 1897, Du Bois presentó el documento The Conservation of Races en la Negro Academy, en el que rechazó la petición de Frederick Douglass de integrar a los estadounidenses negros dentro de la sociedad blanca, escribiendo "...somos negros, miembros de una vasta raza histórica que desde los albores de la creación ha dormido, pero en parte viene despertando en los bosques oscuros de su patria africana".
En el verano de 1896, la Universidad de Pensilvania le ofreció a Du Bois un trabajo de investigación de un año como «asistente en sociología». Realizó investigaciones de campo sociológicas en los barrios negros de Filadelfia, que formaron la base para su estudio The Philadelphia Negro, publicado dos años más tarde, cuando estaba en la Universidad de Atlanta. En la edición de agosto de 1897 del Atlantic Monthly, Du Bois publicó Strivings of the Negro People, su primera obra dirigida al público en general, en la que amplió su tesis de que los afroestadounidenses deben abrazar su herencia africana.

## Universidad de Atlanta
En julio de 1897, Du Bois tomó posesión de una cátedra de historia y economía en la Universidad de Atlanta. Su primer logro académico importante fue la publicación de The Philadelphia Negro en 1899, un detallado y completo estudio sociológico del pueblo afroestadounidense de Filadelfia, basado en el trabajo de campo que realizó en 1896–7. La obra fue un gran avance erudito, pues era el primer estudio sociológico científico y serio en los Estados Unidos, y además el primer estudio científico de los afroestadounidenses. En el estudio, Du Bois acuñó la frase el «décimo sumergido» para describir la clase marginada negra, anticipando el «décimo talentoso», término que popularizaría en 1903 para describir a la élite de la sociedad negra. La terminología de Du Bois reflejaba su opinión de que la élite de una nación, blanca y negra, era la parte crítica de la sociedad que era responsable de la cultura y el progreso. Los escritos de Du Bois de esta época eran a menudo desdeñosos con la clase marginada, empleando caracterizaciones como «perezoso» o «poco fiables», pero, en contraste con otros estudiosos, atribuyó muchos problemas sociales a los estragos de la esclavitud.
La actividad de du Bois en la Universidad de Atlanta fue prodigiosa, a pesar de un presupuesto limitado; produjo numerosos trabajos de ciencias sociales y organizó anualmente la Conferencia de Atlanta sobre los Problemas de los Negros. Fue considerado un brillante profesor, si bien  distante y estricto. Du Bois recibió subvenciones del gobierno de Estados Unidos para preparar informes sobre la mano de obra afroestadounidense y la cultura.

### Booker T. Washington y el compromiso de Atlanta

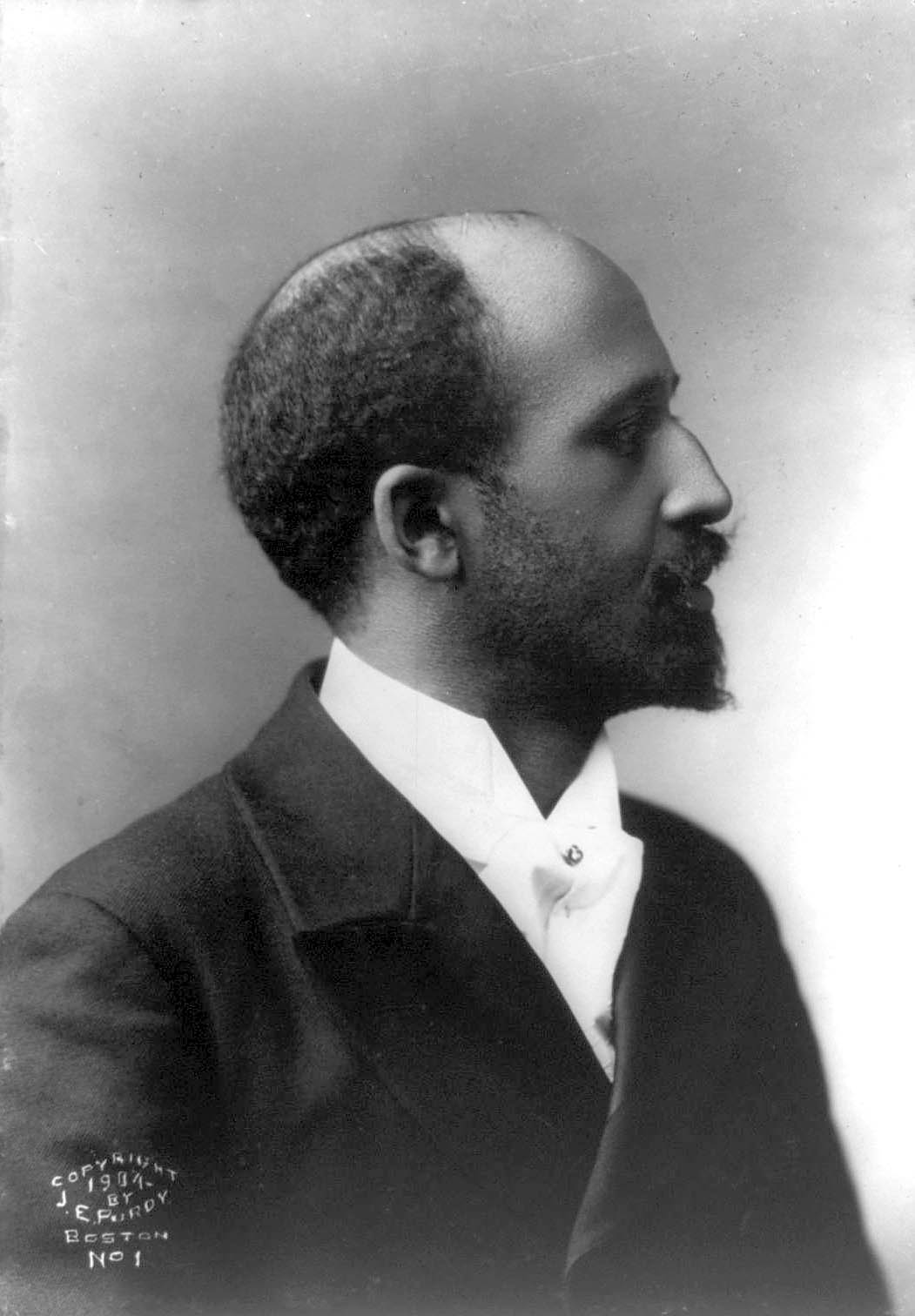
W. E. B. Du Bois en 1904.

En la primera década del siglo XX, Du Bois fue un portavoz reconocido por su raza, solo superado por Booker T. Washington. Washington era el director del Instituto Tuskegee y ejercía una gran influencia dentro de la comunidad afroestadounidense. Washington fue el arquitecto del compromiso de Atlanta, un acuerdo alcanzado en 1895 con líderes blancos del Sur, quienes habían asumido el gobierno tras el fracaso de la Reconstrucción. El acuerdo planteaba que los negros del Sur se someterían a la discriminación, segregación, falta de derechos de voto y a empleos no sindicalizados; que los blancos del Sur permitirían que los negros recibieran una educación básica, algunas oportunidades económicas, y la justicia dentro del sistema jurídico; y que los blancos del Norte invertirían en las empresas del Sur y financiarían la educación negra.
Muchos afroestadounidenses rechazaron el plan de Washington, entre ellos Du Bois, Archibald H. Grimké, Paul Laurence Dunbar, Kelly Miller y James Weldon Johnson – representantes de la clase de negros eruditos a la que Du Bois llamaría más tarde "El Décimo Talentoso". Du Bois sintió que los afroestadounidenses debían luchar por la igualdad de derechos, en lugar de someterse pasivamente a la segregación y a la discriminación del compromiso de Atlanta de Washington.
Du Bois acentuó su activismo después del linchamiento de Sam Hose, producido cerca de Atlanta, en 1899. Hose fue torturado, quemado y colgado por una multitud de dos mil blancos. Du Bois estaba caminando a través de Atlanta para discutir el linchamiento con un editor de un periódico cuando se encontró con los nudillos quemados de Hose en la fachada de una tienda. El episodio paralizó a Du Bois; y resolvió que "no se puede ser un científico tranquilo, frío e indiferente mientras los negros son linchados, asesinados y muertos de hambre." Du Bois se dio cuenta de que "la cura no era simplemente decirle a la gente la verdad, sino inducirlos a actuar sobre la verdad".
En 1901, Du Bois escribió una revisión crítica del libro de Washington Up from Slavery, y más tarde amplió la revisión y la difundió para un público más amplio como el ensayo "Of Mr. Booker T. Washington and Others" en The Souls of Black Folk (Las almas del pueblo negro) en 1903. En 1904, Du Bois publicó un credo de nueve artículos que esbozaba sus creencias. Uno de los mayores contrastes entre los dos líderes fueron sus enfoques para la educación: Washington consideraba que escuelas afroestadounidenses debían limitarse a temas de educación industrial como las técnicas agrícolas y mecánicas. Sin embargo, Du Bois consideraba que las escuelas negras también debían ofrecer un plan de estudios de artes liberales (incluyendo las lenguas clásicas y las humanidades), porque las artes liberales son necesarias para desarrollar una élite de liderazgo.

### Movimiento del Niágara

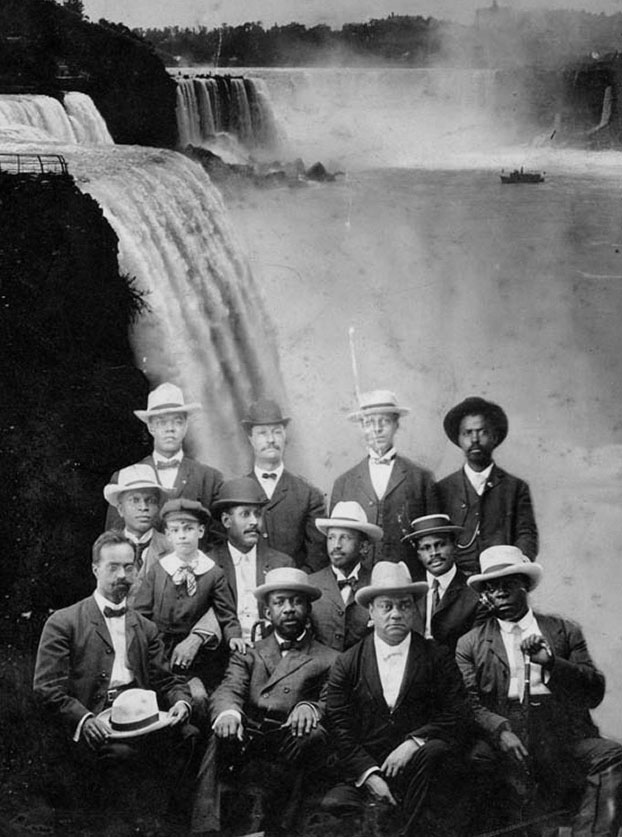
Los fundadores del Movimiento Niágara en 1905. Du Bois se encuentra en la fila del medio, con el sombrero blanco.

En 1905, Du Bois y varios otros activistas por los derechos civiles afroestadounidenses – entre ellos Fredrick L. McGhee, Jesse Max Barber y William Monroe Trotter – se reunieron en Canadá, cerca de las Cataratas del Niágara. Escribieron una declaración de principios y se incorporaron como el Movimiento de Niágara en 1906. Du Bois y los otros "Niagaritas" querían dar a conocer los ideales del décimo talentoso a los demás afroestadounidenses, pero la mayoría de los periódicos negros eran propiedad de editores simpatizantes de Washington, por lo que Du Bois compró una imprenta y comenzó a publicar Moon Illustrated Weekly en diciembre de 1905. Fue este el primer semanario ilustrado dirigido a un público afroestadounidense y Du Bois lo utilizó para atacar las posiciones de Washington, pero la revista duró solo unos ocho meses. Du Bois pronto fundó y editó otro vehículo para expresar sus ideas, The Horizon: A Journal of the Color Line, que se estrenó en 1907.
Los Niagaritas celebraron una segunda conferencia en agosto de 1906, durante el centenario del nacimiento de John Brown, en el lugar de su famosa incursión en Harpers Ferry. Reverdy Cassius Ransom habló y abordó el hecho de que el principal objetivo de Washington era proporcionar empleo a los negros: "Hoy, dos clases de negros... están parados en la bifurcación de dos caminos. El que aconseja la sumisión paciente a nuestras humillaciones presentes y degradaciones... La otra clase cree que no deberían someterse a ser humillados, degradados y remitidos a un lugar inferior... no cree en el trueque de su hombría por el bien de la ganancia."

### The Souls of Black Folk - Las almas del pueblo negro

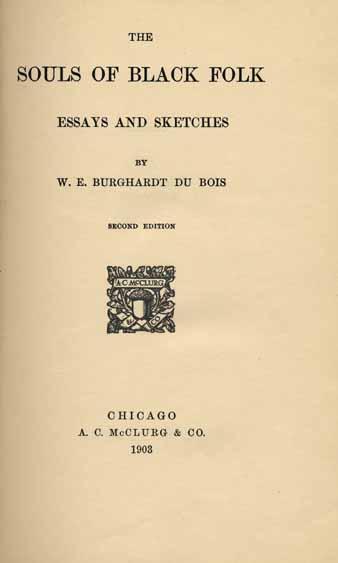
Página de título de la segunda edición de The Souls of Black Folk.

En un esfuerzo por retratar el genio y la humanidad de la raza negra, Du Bois publicó The Souls of Black Folk (Las almas del pueblo negro), una colección de 14 ensayos, en 1903. El libro era un manifiesto inspirador que fue tan trascendental en la historia afroestadounidense como La cabaña del tío Tom. La introducción contiene la proclamación de que "... el problema del Siglo XX es el problema de la línea de color." Cada capítulo comienza con dos epígrafes: uno de un poeta blanco y otro de un negro espiritual – para demostrar la paridad intelectual y cultural entre las culturas blanca y negra. Un tema importante de la obra fue la doble conciencia a la que se enfrentaban los afroestadounidenses: ser estadounidenses y negros a la vez, una identidad que, según el biógrafo David Lewis, había sido un obstáculo en el pasado, pero podría ser una fuerza en el futuro: "De allí en adelante, el destino de la raza no podría ser concebido hacia la conducción ni de la asimilación ni del separatismo, sino hacia el orgullo perdurable."

### Violencia racial
Dos calamidades en el otoño de 1906 sorprendieron a los afroestadounidenses y ayudaron a lucha de Du Bois para que los derechos civiles prevalecieran sobre el acomodacionismo de Booker T. Washington. En primer lugar, el presidente Theodore Roosevelt dio de baja de forma deshonrosa a 167 soldados negros porque habían sido acusados de crímenes por el asunto de Brownsville. Muchos de los soldados dados de baja habían servido durante veinte años y estaban cerca del retiro. En segundo lugar, en septiembre estallaron disturbios en Atlanta, precipitados por acusaciones infundadas de que hombres negros habían agredido a mujeres blancas, lo que agravó las tensiones interraciales creadas por la escasez de trabajo y por los empleadores que contrataban a trabajadores negros en vez de trabajadores blancos. Diez mil blancos marcharon a través de Atlanta golpeando a cada persona de raza negra que pudieron encontrar, de forma que hubo más de 25 muertos. Du Bois escribió el ensayo "A Litany at Atlanta" en el que afirmaba que el motín había demostrado que el compromiso de Atlanta había sido un fracaso porque, a pesar de mantener su parte del trato, los negros no habían podido recibir justicia legal. El compromiso ya no era eficaz porque, según el historiador David Lewis, los propietarios aristócratas blancos de plantaciones que en un principio aceptaron el compromiso habían sido reemplazados por empresarios agresivos que estaban dispuestos a luchar contra los negros que se opusieran a los blancos. Estas dos calamidades marcaron los eventos de la comunidad afroestadounidense y supusieron la caída del compromiso de Atlanta auspiciado por Washington y el ascenso de la visión de Du Bois por la igualdad de derechos.
A raíz de la violencia de 1906, Du Bois instó a los negros a retirar su apoyo del Partido Republicano, ya que los republicanos Theodore Roosevelt y William Howard Taft no apoyaban a los negros. La mayoría de los afroestadounidenses habían sido leales al Partido Republicano desde la época de Abraham Lincoln.

### Trabajo académico
Además de escribir editoriales, Du Bois continuó produciendo trabajo académico en la Universidad de Atlanta. En 1909, tras cinco años de esfuerzos, escribió una biografía de John Brown. Esta contenía muchas ideas, pero también algunos errores en los hechos. La obra fue fuertemente criticada por el periódico The Nation, cuyo propietario era Oswald Villard, autor de otra biografía de John Brown. El trabajo de Du Bois fue ignorado por los eruditos blancos. Después de que publicara un artículo en la revista Collier's Weekly alertando sobre el fin de la "supremacía blanca", tuvo dificultades para que sus artículos fueran aceptados en los principales periódicos. Sin embargo, Du Bois continuó publicando columnas regularmente en la revista The Horizon.
| "Una vez nos dijeron: sean dignos y aptos y los caminos estarán abiertos. Hoy en día las vías de avance en el ejército, la marina y la administración pública e incluso en los negocios y la vida profesional están continuamente cerradas a los candidatos negros de probada idoneidad, simplemente por la gastada excusa de la raza y el color." — Du Bois, Discurso en la Cuarta Conferencia del Niágara, 1908 |

Du Bois fue el primer afroestadounidense en ser invitado por la American Historical Association (AHA) para presentar un libro en su conferencia anual. Leyó su artículo, Reconstruction and Its Benefits a un público asombrado en la conferencia de la AHA de diciembre de 1909. El artículo contrariaba la visión histórica dominante de que la Reconstrucción fue un desastre provocado por la ineptitud y pereza de los negros. Du Bois afirmaba que, por el contrario, el breve período de liderazgo afroestadounidense en el Sur logró tres objetivos importantes: democracia, escuelas públicas libres y una nueva legislación social. El artículo de Du Bois alegó que fue el fracaso del Gobierno federal en la administración de la Oficina de Libertos para distribuir tierras y establecer un sistema educativo lo que condenó las posibilidades afroestadounidenses en el Sur. Cuando Du Bois presentó el artículo para su publicación unos meses más tarde en la American Historical Review, pidió que la palabra Negro fuera escrita con mayúscula. El editor, J. Franklin Jameson, se negó a hacerlo y publicó el libro sin el uso de mayúsculas en la palabra. El artículo fue ignorado posteriormente por los historiadores blancos y evolucionaría posteriormente en su innovador libro de 1935 Black Reconstruction. La AHA no invitaría a otro orador afroestadounidense nuevamente hasta 1940.

## Época de la NAACP
En mayo de 1909, Du Bois asistió a la National Negro Conference en Nueva York. La reunión dio lugar a la creación del National Negro Committee el 1 de junio, basado en una plataforma de derechos civiles, igualdad de derechos de voto e igualdad de oportunidades educativas. Oswald Villard fue el director. Durante la primavera siguiente, en 1910, en la segunda National Negro Conference, los asistentes crearon la Asociación Nacional para el Progreso de las Personas de Color (NAACP). A sugerencia de Du Bois, se utilizó la palabra "de color", en lugar de "negra", para incluir a las "personas de piel oscura de todas partes". Docenas de partidarios de los derechos civiles, blancos y negros, participaron en la fundación, pero la mayoría de los cargos ejecutivos fueron ocupados por blancos, incluyendo a Mary Ovington, Charles Edward Russell, William English Walling y su primer presidente Moorfield Storey.

### The Crisis

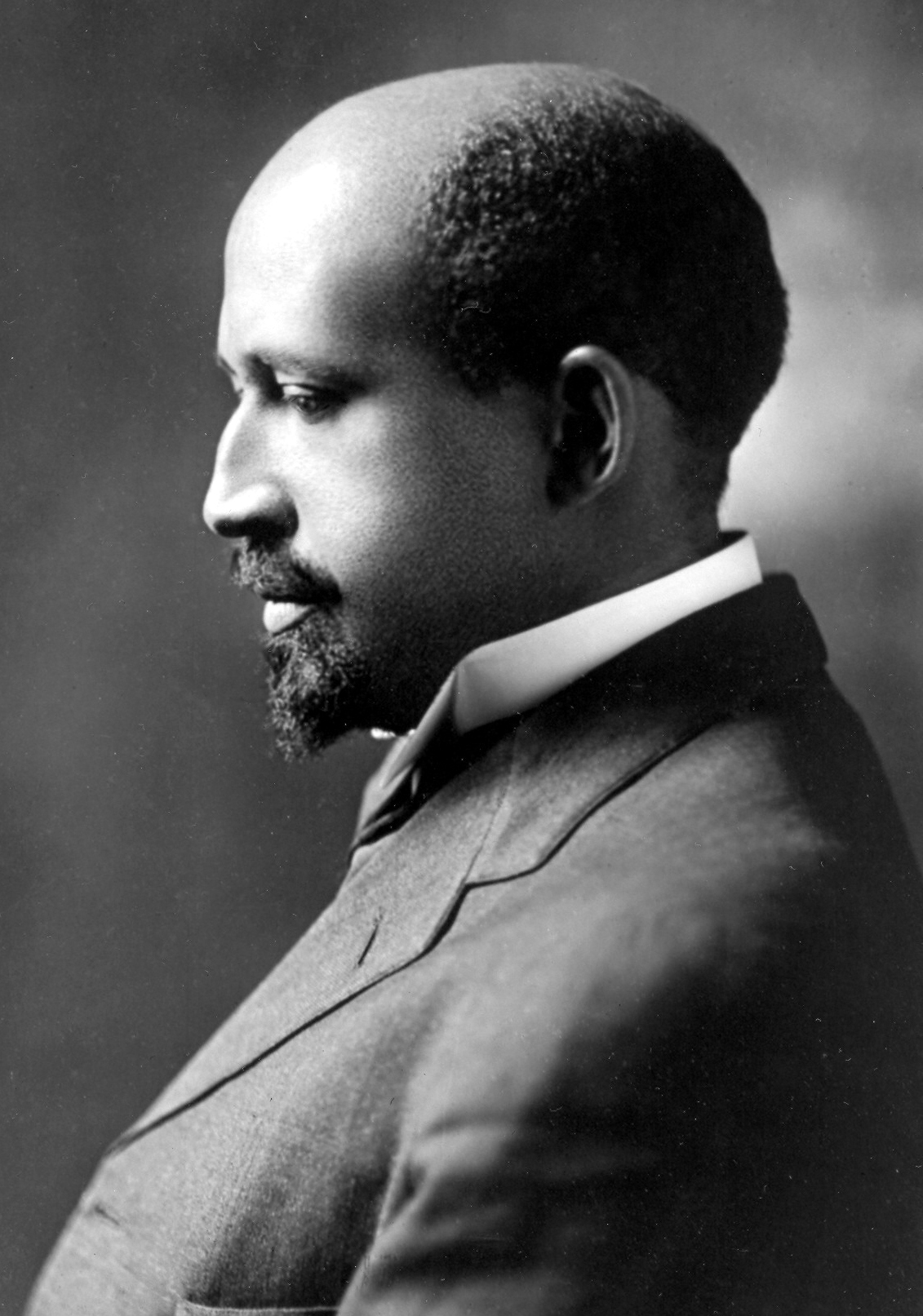
Du Bois alrededor de 1911.

Los líderes de la NAACP le ofrecieron a Du Bois la posición de Director de publicidad e investigación. Aceptó el trabajo en el verano de 1910 y se trasladó a Nueva York después de presentar su renuncia en la Universidad de Atlanta. Su primer deber fue editar la revista mensual de la NAACP, que bautizó The Crisis. El primer número apareció en noviembre de 1910, y Du Bois declaró que su objetivo era exponer "los hechos y argumentos que demuestran el peligro de los prejuicios raciales, en particular, de la forma en que se manifiestan hoy en día hacia la gente de color." El diario tuvo un éxito sensacional, y su circulación llegaría a 100.000 ejemplares en 1920. Los artículos típicos de las primeras ediciones incluyeron ataques contra la deshonestidad y el parroquialismo de las iglesias negras y otros que discutían los orígenes de afroestadounidenses de la civilización egipcia.
Una importante editorial de Du Bois de 1911 ayudó a iniciar un esfuerzo a nivel nacional para inducir al Gobierno Federal a prohibir los linchamientos. Du Bois, empleando un sarcasmo que utilizaba con frecuencia, comentó un linchamiento en Pensilvania: "El punto es que era negro. La negritud debe ser castigada. La negritud es el crimen de los crímenes... Por ello es necesario, como lo sabe cada canalla blanco en la nación, no dejar escapar ninguna oportunidad de castigar este crimen de los crímenes. Por supuesto, si es posible, el pretexto debe ser grande y abrumador (un impresionante y atroz crimen, hecho aún más horrible por la imaginación de los reporteros). En caso contrario, pueden cometer un simple asesinato, incendio, quema de graneros o insolencia".
The Crisis publicó editoriales de Du Bois que apoyaban los ideales del trabajo sindicalizado, pero vilipendiaba el racismo demostrado por sus líderes, quienes sistemáticamente excluían a miembros negros. Du Bois también apoyó los principios del Partido Socialista (fue brevemente miembro del partido entre 1910–1912), pero denunció el racismo demostrado por algunos dirigentes socialistas. Frustrado por el fracaso del presidente republicano Taft al abordar los linchamientos generalizados, Du Bois apoyó al candidato demócrata Woodrow Wilson en la campaña presidencial de 1912, a cambio de la promesa de Wilson de apoyar las causas de los negros.
A lo largo de sus escritos, Du Bois apoyó también los derechos de las mujeres, pero se le hizo difícil apoyar públicamente al movimiento sufragista femenino porque los líderes del movimiento se negaron a apoyar su lucha contra la injusticia racial. Una editorial de The Crisis de 1913 abordó el tema tabú del matrimonio interracial: aunque Du Bois generalmente esperaba que las personas se casaran dentro de su raza, veía el problema como una cuestión de derechos de la mujer, porque las leyes prohibían el matrimonio entre hombres blancos y mujeres negras. Du Bois escribió que "las leyes [de anti-mestizaje] dejaran a las chicas de color absolutamente indefensas ante la lujuria del hombre blanco. El punto de vista de la ley reduce a las mujeres de color a la posición de los perros. Tan bajo como una chica blanca cae, puede obligar a su seductor a casarse con ella... Nosotros debemos eliminarlas [a las leyes de anti-mestizaje] no porque estemos ansiosos por casarnos con las hermanas del hombre blanco, sino porque estamos decididos a que los hombres blancos dejen a nuestras hermanas en paz".
Durante los años 1915 y 1916, algunos líderes de la NAACP, perturbados por las pérdidas financieras de The Crisis y preocupados por la retórica incendiaria de algunos de sus ensayos, intentaron expulsar a Du Bois de su posición editorial. Du Bois y sus partidarios prevalecieron, y continuó en su papel de editor.

### Historiador y autor
La década de 1910 fue un período productivo para Du Bois. En 1911 participó en el Primer Congreso Universal de Razas en Londres y publicó su primera novela, The Quest of the Silver Fleece. Dos años más tarde, escribió, produjo y dirigió un espectáculo para el teatro, The Star of Ethiopia. En 1915, Du Bois publicó The Negro, una historia general de los negros africanos, la primera de esta clase en inglés. El libro refutó las alegaciones de la inferioridad africana y sirvió de fundamento a no poca historiografía afrocéntrica en el siglo XX. The Negro predijo la unidad y solidaridad de las personas de color de todo el mundo, e influyó a muchos que apoyaron al movimiento panafricano.
En 1915, el Atlantic Monthly publicó un ensayo de Du Bois, "The African Roots of the War", que consolidó las ideas de Du Bois sobre el capitalismo y la raza. En él, argumentó que la lucha por África era la raíz de la Primera Guerra Mundial. También anticipó la doctrina comunista posterior, sugiriendo que los capitalistas ricos habían pacificado a los trabajadores blancos, dándoles solo la riqueza suficiente para evitar una revuelta, y amenazándolos con la competencia a menor costo laboral de los trabajadores de color.

### Lucha contra el racismo
Cuando se estrenó la película muda El nacimiento de una nación en 1915, Du Bois y la NAACP condujeron la lucha para prohibir la película debido a su retrato racista de los negros como brutales y lujuriosos. Esta campaña no tuvo éxito y posiblemente contribuyó a la fama de la película, pero la publicidad atrajo a muchos partidarios nuevos a la NAACP. Bajo la presidencia de Wilson, la situación de los afroestadounidenses en los puestos gubernamentales se vio afectada: muchas agencias federales adoptaron las prácticas de empleo solo para blancos, el ejército excluyó a los negros de los rangos de oficial, y el servicio de inmigración prohibió la inmigración de personas de ascendencia africana. Du Bois escribió un editorial en 1914 deplorando la destitución de los negros de los puestos federales y apoyó a William Monroe Trotter cuando este confrontó bruscamente a Wilson por la traición de la promesa de campaña de Wilson de justicia para los negros.
En la edición de octubre de 1916 de The Crisis, Du Bois escribió un editorial apoyando a la Gran Migración de los negros del sur de los Estados Unidos hacia el noreste, medio oeste y oeste, porque consideró que ayudaría a los negros a escapar del racismo del sur, al buscar oportunidades económicas y a ser asimilados en la sociedad estadounidense.
The Crisis continuó emprendiendo una campaña en contra del linchamiento. En 1915 publicó un artículo con una tabulación anual de 2.732 linchamientos desde 1884 hasta 1914. La edición de abril de 1916 cubrió el linchamiento de un grupo de seis afroestadounidenses en Lee County, Georgia. Posteriormente en ese mismo año, el artículo "The Waco Horror" cubrió el linchamiento de Jesse Washington, un afroestadounidense de 17 años de edad con discapacidad mental. El artículo abrió nuevos caminos al utilizar informes encubiertos para exponer la conducta de los blancos en Waco.

### Primera Guerra Mundial
Así como los Estados Unidos se prepararon para entrar en la Primera Guerra Mundial en 1917, el colega de Du Bois de la NAACP, Joel Spingarn, estableció un campamento para entrenar a los afroestadounidenses para que sirvieran como oficiales en el ejército de los Estados Unidos. El campamento fue polémico, ya que algunos blancos sintieron que los negros no estaban calificados para ser oficiales, y algunos negros sintieron que los afroestadounidenses no debían actuar como carne de cañón para lo que era una guerra del hombre blanco. Du Bois apoyó el campamento de entrenamiento de Spingarn, pero se decepcionó cuando el ejército forzó el retiro de Charles Young, uno de sus escasos oficiales negros, pretextando su mala salud. El ejército acordó crear 1000 puestos de oficial para los negros, pero insistió en que 250 provinieran de hombres ya alistados, condicionados a recibir órdenes de los blancos, en lugar de negros con mentalidad independiente que vinieran desde el campamento. Du Bois también arremetió contra las condiciones racistas que enfrentaban los reclutas negros (más de 700.000 negros fueron reclutados en el primer día del proyecto).

Du Bois organizó el desfile silencioso de 1917 en Nueva York, para protestar por los disturbios de East St. Louis.

Cuando se produjeron los disturbios de East St. Louis en el verano de 1917, Du Bois viajó a St. Louis para hacer un informe de los disturbios. Entre 40 y 250 afroestadounidenses fueron masacrados por los blancos, principalmente debido al resentimiento que provocaron los negros cuando fueron contratados por la industria de Saint Louis en reemplazo de los huelguistas blancos. Los informes de Du Bois resultaron en el artículo "The Massacre of East St. Louis", en la edición de septiembre de The Crisis, que contenía fotografías y entrevistas que describían la violencia. Du Bois distorsionó algunos de los hechos con el fin de aumentar el valor de la propaganda del artículo. Para demostrar públicamente la indignación de la comunidad negra por los disturbios de Saint Louis, Du Bois organizó el desfile silencioso, una marcha de alrededor de 9.000 afroestadounidenses a través de la Quinta Avenida de Nueva York, el primer desfile de su tipo en Nueva York y la segunda vez en que los negros se manifestaron públicamente por los derechos civiles.
Los disturbios de Houston en 1917 perturbaron a Du Bois; fueron un importante retroceso en los esfuerzos para permitir que los afroestadounidenses llegaran a ser oficiales del ejército. Los disturbios comenzaron después de que la policía de Houston detuvo y golpeó a dos soldados negros: en respuesta, más de cien soldados negros tomaron las calles de Houston y mataron a 16 blancos. En consecuencia, se convocó un tribunal militar marcial, 19 de los soldados fueron colgados y los otros 67 fueron encarcelados. A pesar de los disturbios de Houston, Du Bois y otros presionaron con éxito al ejército para que aceptara a los oficiales formados en el campamento de Spingarn, de lo que resultó que más de 600 oficiales negros se unieron al ejército en octubre de 1917.
En 1918, Du Bois predijo que la Primera Guerra Mundial conduciría a la liberación de las personas de color en todo el mundo: en China, India y, especialmente, en los Estados Unidos. Las autoridades federales, preocupadas por los puntos de vista antibélicos expresados por los líderes de la NAACP, amenazaron a la NAACP con investigaciones. Además, le propusieron a Du Bois un cargo de oficial en el ejército a cambio de que escribiera un editorial que repudiara la postura antibélica. Du Bois aceptó la oferta y escribió el editorial "Close Ranks" a favor de la guerra en junio de 1918 y poco después recibió un cargo en el ejército. Muchos líderes negros, que querían aprovechar la guerra para obtener los derechos civiles para los afroestadounidenses, criticaron a Du Bois por su repentina conversión al militarismo. Los oficiales del Sur en la unidad de Du Bois se opusieron a su presencia y la oferta fue retirada antes de que Du Bois comenzara su servicio.

### Después de la guerra
Cuando la guerra terminó, Du Bois viajó a Europa en 1919 para asistir al primer Congreso Panafricano y entrevistar a soldados afroestadounidenses para un libro planificado sobre la base de las experiencias de estos en la Primera Guerra Mundial. Fue seguido por agentes estadounidenses que buscaban evidencias de actividades de traición. Du Bois descubrió que la inmensa mayoría de los soldados negros estadounidenses habían sido relegados a trabajos serviles como estibadores y peones. Algunas unidades estaban armadas, y una en particular, la División 92.ª (los soldados de Buffalo), participaron en combates. Du Bois había descubierto la intolerancia y el racismo generalizado en el ejército y concluyó que el mando del ejército había desalentado a los afroestadounidenses a unirse al mismo, había desacreditado los logros de los soldados negros y había promovido el fanatismo.

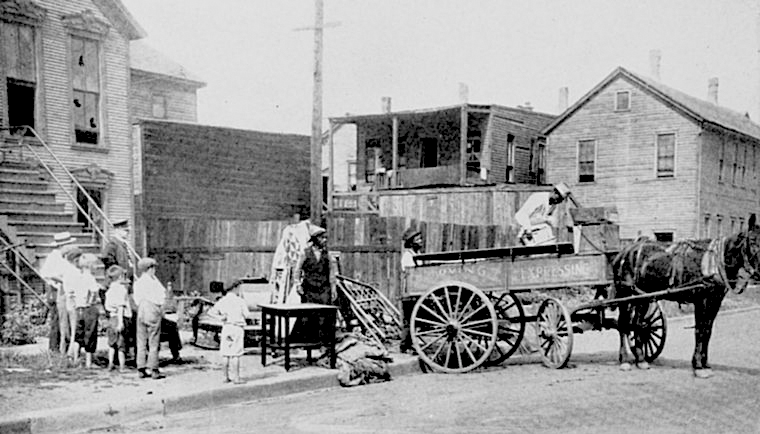
Du Bois documentó los disturbios raciales del verano rojo de 1919. Esta familia está evacuando su casa después de fue vandalizada en los disturbios raciales de Chicago.

Después de regresar de Europa, Du Bois estuvo más decidido que nunca a lograr la igualdad de derechos para los afroestadounidenses. Los soldados negros que regresaban de ultramar sintieron una nueva sensación de poder y valor que los hizo representativos de una nueva actitud conocida como el Nuevo Negro. En el editorial "Returning Soldiers" escribió: "Pero, por el Dios del cielo, somos cobardes y burros si, ahora que la guerra ha terminado, no organizamos cada gramo de nuestro cerebro y músculos para luchar en una batalla más severa, más larga, más inflexible contra las fuerzas del Infierno en nuestra propia tierra." Muchos negros se trasladaron a las ciudades del Norte en busca de trabajo, y algunos trabajadores blancos del Norte expresaron su resentimiento por esa competencia. Este conflicto laboral fue una de las causas del verano rojo de 1919, una terrible serie de disturbios raciales en todos los Estados Unidos, en los que más de 300 afroestadounidenses murieron en más de 30 ciudades. Du Bois documentó las atrocidades cometidas en las páginas de The Crisis, culminando en la publicación en diciembre de una horripilante fotografía de un linchamiento que se produjo durante los disturbios raciales de Omaha (Nebraska).
El episodio más atroz durante el verano rojo fue un feroz ataque contra los negros de Elaine, Arkansas, en el que fueron asesinados casi 200 negros. Los informes que provenían del sur culparon a los negros, alegando que ellos estaban conspirando para asumir el Gobierno. Enfurecido con las distorsiones, Du Bois publicó una carta en el New York World, alegando que el único delito que habían cometido los aparceros negros fue atreverse a desafiar a sus patrones blancos mediante la contratación de un abogado para investigar irregularidades contractuales. Más de sesenta de los negros sobrevivientes fueron arrestados y juzgados por conspiración, en el caso conocido como Moore v. Dempsey. Du Bois reunió a negros a través de los Estados Unidos buscando recaudar fondos para la defensa legal, que, seis años más tarde, resultó en una victoria de la Corte Suprema elaborada por Oliver Wendell Holmes. Aunque la victoria tuvo poco impacto inmediato sobre la justicia para los negros en el Sur, marcó la primera vez en que el Gobierno Federal utilizó la garantía de la Decimocuarta Enmienda del debido proceso para impedir que los estados protegieran la violencia callejera.

### Autobiografía
En 1920, Du Bois publicó Darkwater: Voices From Within the Veil, la primera de las tres autobiografías que escribiría. El "velo" (the veil) era lo que cubría a las personas de color de todo el mundo. Con el libro, esperaba levantar el velo y mostrarle a los lectores blancos cómo era la vida detrás del velo, y cómo este distorsionaba el punto de vista de aquellos que miraban a través de él – en ambas direcciones. El libro contenía el ensayo feminista de Du Bois "The Damnation of Women" que fue un tributo a la dignidad y al valor de las mujeres, especialmente las mujeres negras.
Preocupado porque los libros de texto utilizados por los niños afroestadounidenses ignoraban la historia y la cultura negra, Du Bois creó la revista mensual para niños The Brownies' Book. Publicada inicialmente en 1920, estaba dirigida a los niños negros, a los que Du Bois llamaba "los hijos del Sol".

### Panafricanismo y Marcus Garvey
Du Bois viajó a Europa en 1921 para asistir al segundo Congreso Panafricano. Los líderes negros congregados desde todo el mundo emitieron las Resoluciones de Londres y establecieron una sede para la Asociación Panafricana en París. Bajo la orientación de Du Bois, las resoluciones insistieron en la igualdad racial, y que África fuera gobernada por los africanos (no, como en el Congreso de 1919, con el consentimiento de los africanos). Du Bois replanteó las resoluciones del Congreso en su Manifesto To the League of Nations, en el que le imploró a la recién formada Sociedad de Naciones que enfrentara los problemas laborales y nombrara a los africanos en puestos clave, pero la Sociedad tuvo poca acción en relación con las solicitudes.

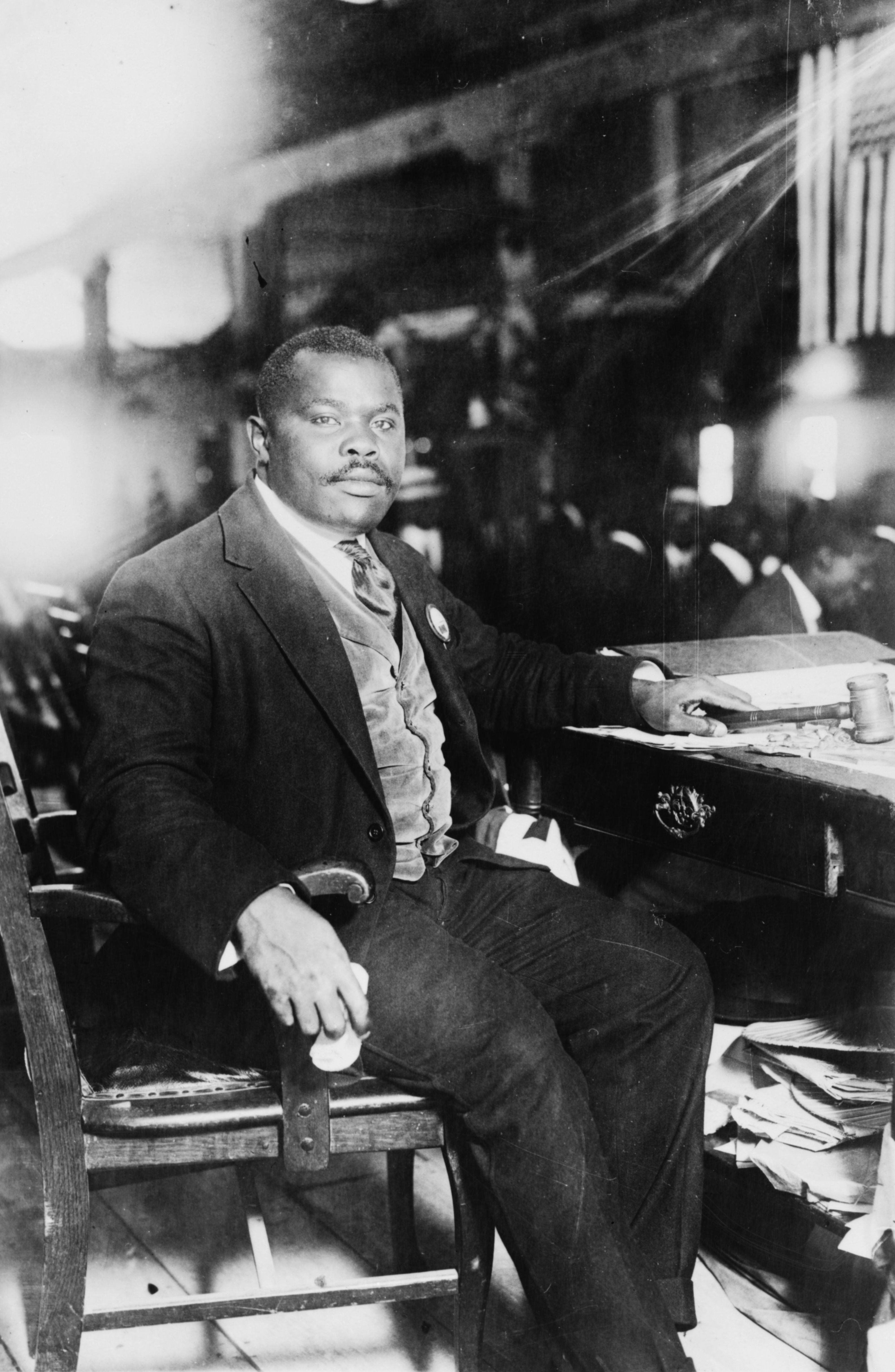
Marcus Garvey otro de los grandes exponentes de la teoría panafricanista.

Du Bois se vio envuelto en una disputa ideológica con Marcus Garvey, el promotor del movimiento de vuelta a África y fundador de la Asociación Universal de Desarrollo Negro (UNIA). Garvey denunció los esfuerzos de Du Bois para lograr la igualdad a través de la integración, en lugar de apoyar el separatismo racial. Du Bois inicialmente apoyó el concepto del Black Star Line de Garvey, una compañía naviera que pretendía facilitar el comercio dentro de la diáspora africana. Sin embargo, Du Bois comenzó a preocuparse con que Garvey estaba amenazando a los esfuerzos de la NAACP y atacó a Garvey clasificándolo como fraudulento y temerario. Respondiendo a la consigna de Garvey "África para los africanos", Du Bois dijo que apoyaba ese concepto, pero denunció la intención de Garvey de que África fuera gobernadoa por afroestadounidenses. Du Bois escribió una serie de artículos en The Crisis a lo largo de 1922, atacando al movimiento de Garvey. En 1924, Du Bois llamó a Garvey de "el enemigo más peligroso de la raza negra en América y el mundo". Du Bois y Garvey nunca hicieron un intento serio de colaborar, y su disputa se basó en los fines de sus respectivas organizaciones (NAACP y UNIA) para capturar una mayor proporción de los fondos filantrópicos disponibles.
Cuando la Universidad de Harvard decidió prohibir a los negros en sus dormitorios en 1921, Du Bois criticó la medida como una instancia de amplio esfuerzo en los Estados Unidos para renovar "el culto anglosajón; la adoración de los tótems nórdicos, la privación de derechos a los negros, judíos, irlandeses, italianos, húngaros, asiáticos e isleños del sur – el gobierno mundial de blancos nórdicos a través de la fuerza bruta." Cuando Du Bois partió para Europa en 1923 para asistir al tercer Congreso Panafricano, la circulación de The Crisis se había reducido a 60.000 en comparación a su alta de 100.000 durante la Primera Guerra Mundial, pero siguió siendo el periódico más importante del movimiento de derechos civiles. El Presidente Coolidge designó a Du Bois como un "enviado extraordinario" a Liberia y – después de que concluyó el tercer Congreso – Du Bois tomó un carguero alemán desde las Islas Canarias hacia África, visitando a Liberia, Sierra Leona y Senegal.

### Renacimiento de Harlem
Du Bois celebró con frecuencia la creatividad artística afroestadounidense en sus escritos. En junio de 1925, Du Bois escribió "A Negro Art Renaissance", reconociendo que la larga pausa de los negros en las iniciativas creativas finalmente había terminado. Su entusiasmo por el Renacimiento de Harlem se desvaneció cuando empezó a creer que los blancos visitaban Harlem por voyeurismo, y no por la apreciación real del arte negro. Du Bois insistió en que los artistas reconocieran sus responsabilidades morales, escribiendo que "un artista negro es ante todo un artista negro". También le preocupaba que los artistas negros no estuviesen usando su arte para promover las causas de los negros, diciendo: "No me importa un bledo cualquier arte que no se utilice para la propaganda." A finales de 1926, dejó de emplear The Crisis para apoyar las artes.

### Socialismo
Nueve años después de la Revolución rusa de 1917, Du Bois extendió un viaje a Europa para incluir una visita a la Unión Soviética. En la URSS, Du Bois fue sorprendido por la pobreza y la desorganización, pero quedó impresionado por las intensas labores de los funcionarios y el reconocimiento otorgado a los trabajadores. Aunque Du Bois todavía no estaba familiarizado con las teorías comunistas de Marx o Lenin, concluyó que el socialismo podía ser un mejor camino hacia la igualdad racial que el capitalismo.
En 1929, Du Bois apoyó al Demócrata Jimmy Walker para la alcaldía de Nueva York, en lugar del socialista Norman Thomas, creyendo que Walker podría hacer más inmediato el bien para los negros, a pesar de que la plataforma socialista era más coherente con el punto de vista de Du Bois. A lo largo de la década de 1920, Du Bois y la NAACP cambiaron su apoyo una y otra vez entre el Partido Republicano y el Partido Demócrata, inducidos por las promesas de los candidatos de luchar contra los linchamientos, mejorar las condiciones de trabajo o apoyar los derechos de voto en el sur; sin embargo, invariablemente, los candidatos no cumplían con sus promesas.
El Partido Comunista respondió rápida y eficazmente para apoyar a los chicos de Scottsboro, nueve jóvenes afroestadounidenses arrestados en Alabama en 1931 por violación. Du Bois y la NAACP consideraron que el caso no sería especialmente beneficioso para su causa, por lo que decidieron dejar que el Partido Comunista organizara los esfuerzos de defensa. Du Bois quedó impresionado con la gran cantidad de publicidad y los fondos que los comunistas destinaron a los esfuerzos de defensa parcialmente exitosos, y llegó a sospechar que los comunistas intentaban presentar su partido a los afroestadounidenses como una solución mejor que la NAACP.
Du Bois escribió artículos condenando al Partido Comunista, alegando que había atacado injustamente a la NAACP, y que no tomó en consideración plena el racismo en los Estados Unidos. Los líderes comunistas, a su vez, acusaron a Du Bois de ser un "enemigo de clase" y afirmaron que los dirigentes de la NAACP eran una elite aislada, desconectada de los obreros negros por los que aparentemente luchaban. En 1932 el partido seleccionó a un afroestadounidense como su vice candidato presidencial.

## Retorno a Atlanta
Du Bois no tenía una buena relación laboral con Walter Francis White, el presidente de la NAACP desde 1931. Este conflicto, combinado con las tensiones financieras de la Gran Depresión, precipitaron una lucha de poder sobre The Crisis. Du Bois, preocupado porque su posición como editor sería eliminada, aceptó un trabajo en la Universidad de Atlanta a comienzos de 1933. Tras llegar a su nuevo profesorado, escribió una serie de artículos que en general apoyaban al marxismo. Du Bois no era un fuerte defensor de los sindicatos o el Partido Comunista, pero sentía que la explicación científica de Marx de la sociedad y la economía eran útiles para explicar la situación de los afroestadounidenses en los Estados Unidos. Du Bois también encontró afinidad con el ateísmo de Marx, ya que el propio Du Bois rutinariamente criticaba a las iglesias negras por embotar la sensibilidad de los negros al racismo. En sus escritos de 1933, Du Bois abrazó al socialismo, pero afirmó que "la mano de obra de color no tiene puntos en común con la mano de obra blanca", una controvertida posición que estaba arraigada en la aversión de Du Bois de los sindicatos estadounidenses, que habían excluido sistemáticamente a los negros durante décadas. Du Bois no apoyó al Partido Comunista en Estados Unidos y no votó por su candidato en las elecciones presidenciales de 1932, a pesar de que había un afroestadounidense en su lista.
En 1934, Du Bois revirtió su posición sobre la segregación, declarando que la postura separados pero iguales era un objetivo aceptable para los afroestadounidenses. El liderazgo de la NAACP se quedó atónito y le pidió a Du Bois que se retractara de su declaración, pero él se negó, y la disputa condujo a la renuncia de Du Bois de la NAACP.

### Black Reconstruction in America
En su regreso al mundo académico, Du Bois pudo reanudar su estudio de la Reconstrucción, el tema del artículo que había presentado ante la AHA en 1910. En 1935, publicó su obra magna, Black Reconstruction in America. El libro presentó la tesis, en palabras de David Lewis, que "las personas de raza negra, de repente admitieron la ciudadanía en un ambiente de hostilidad salvaje, demostraron una admirable voluntad e inteligencia así como la indolencia e ignorancia inherente a tres siglos de esclavitud." Du Bois documentó cómo los negros fueron figuras centrales en la guerra civil estadounidense y en la Reconstrucción y también mostró cómo hicieron alianzas con los políticos blancos. Dio pruebas de que los gobiernos de coalición establecieron la educación pública en el sur, así como muchos programas de servicios sociales necesarios. Demostró la manera en que emancipación negra – el quid de la Reconstrucción – promovió una reestructuración radical de la sociedad de los Estados Unidos, así como el por qué y cómo el país no pudo continuar con el apoyo a los derechos civiles de los negros en las secuelas de la Reconstrucción. La tesis del libro fue contraria a la interpretación ortodoxa de la Reconstrucción mantenida por los historiadores blancos, y el libro fue prácticamente ignorado por los historiadores hasta la década de 1960.
En 1932, Du Bois fue seleccionado por varias entidades filantrópicas, incluyendo el Fondo Phelps Stokes, el Instituto Carnegie y la Junta General de Educación, para ser el jefe de redacción de una propuesta Encyclopedia of the Negro, un trabajo que Du Bois había estado contemplando durante treinta años. Tras varios años de planificación y organización, las entidades filantrópicas cancelaron el proyecto en 1938, porque algunos miembros de la Junta creían que Du Bois era demasiado tendencioso para producir una enciclopedia objetiva.

### Viaje alrededor del mundo
Du Bois hizo un viaje alrededor del mundo en 1936 que incluyó visitas a la Alemania nazi, China y Japón. Du Bois señaló que fue tratado con calidez y respeto mientras estuvo en Alemania. A su regreso a los Estados Unidos, manifestó su ambivalencia sobre el régimen nazi. Mientras admiró cómo los nazis habían mejorado la economía alemana, se horrorizó por su tratamiento con los judíos, al que describió como "un ataque a la civilización, comparable sólo a los horrores de la Inquisición española y el comercio de esclavos africanos".
Quedó impresionado por la creciente fuerza del Imperio del Japón después de su victoria en la guerra ruso-japonesa de 1905. Vio a la victoria de Japón sobre la Rusia zarista como un ejemplo de los pueblos de color derrotando a los pueblos blancos. Un representante de las "Operaciones de Propaganda Negra" de Japón viajó a los Estados Unidos durante los años 20 y 30, reuniéndose con Du Bois y dándole una impresión positiva de las políticas raciales del Japón Imperial. En 1936, el embajador de Japón organizó un viaje a Japón para Du Bois y un pequeño grupo de académicos.

### Segunda Guerra Mundial
Du Bois se opuso a la intervención de los Estados Unidos en la Segunda Guerra Mundial, especialmente en el Pacífico, porque creía que China y Japón recién estaban saliendo de las garras de los imperialistas blancos, y sintió que la guerra contra Japón fue una oportunidad que encontraron los blancos de restablecer su influencia en Asia. Du Bois se desalentó al ver que el plan del Gobierno para los afroestadounidenses en el ejército estadounidense no era mejor que el de la Primera Guerra Mundial: los negros fueron limitados al 5.8 por ciento de la fuerza y no hubo unidades de combate afroestadounidenses. Los negros amenazaron con trasladar su apoyo al oponente del presidente Roosevelt en las elecciones de 1940, así que Roosevelt designó a algunos negros en puestos de liderazgo en el ejército.
Du Bois publicó su segunda autobiografía, Dusk of Dawn, en 1940. El título hace referencia a la esperanza que tenía Du Bois de que los afroestadounidenses estaban pasando de la oscuridad del racismo hacia una era de mayor igualdad. El trabajo es en parte autobiografía, en parte historia y en parte tratado sociológico. Du Bois describió al libro como "la autobiografía de un concepto de raza ... dilucidado, magnificado y sin duda distorsionado en los pensamientos y hechos que fueron míos.... Así para siempre mi vida es significativa para toda la vida de los hombres."
En 1943, a los 76 años de edad, el empleo de Du Bois en la Universidad de Atlanta fue cortado abruptamente por presidente de la universidad Rufus Clement. Muchos eruditos expresaron su indignación, haciendo que la Universidad de Atlanta le proporcionara a Du Bois una pensión permanente y el título de profesor emérito. Arthur Spingarn remarcó que Du Bois pasó su tiempo en Atlanta "maltratando su vida contra la ignorancia, fanatismo, intolerancia y la pereza, proyectando ideas que nadie además de él entiende, y aumentando las esperanzas de cambio que pueden ser comprendidas en cien años". Rechazando ofertas de empleo de Fisk y Howard, Du Bois se reincorporó a la NAACP en el puesto de director del Departamento de Investigación Especial y sorprendiendo a muchos dirigentes de la NAACP, Du Bois se lanzó al trabajo con energía y determinación. Durante los diez años, en los que Du Bois estuvo lejos de la NAACP, los ingresos de la institución se habían cuadruplicado y sus miembros aumentaron a 325.000.

## Últimos años

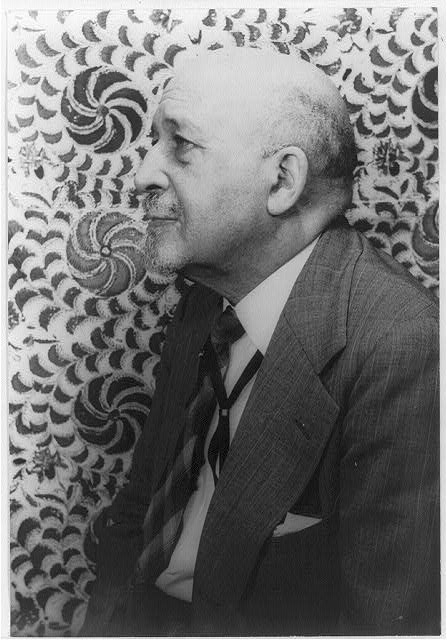
Du Bois en 1946, foto de Carl Van Vechten

### Las Naciones Unidas
Du Bois fue miembro de la delegación de tres personas de la NAACP que asistieron a la Conferencia en San Francisco de 1945, en la que se creó las Naciones Unidas. La delegación de la NAACP quería que las Naciones Unidas apoyara la igualdad racial y pusiera fin al colonialismo. Para convencer a las Naciones Unidas en ese sentido, Du Bois elaboró una propuesta que sostenía que "el sistema colonial de gobierno ... es antidemocrático, socialmente peligroso y la principal causa de las guerras." La propuesta de la NAACP recibió el apoyo de China, Unión Soviética e India, pero fue prácticamente ignorada por las otras grandes potencias y no fueron incluidas en los estatutos de las Naciones Unidas.
Después de la Conferencia de las Naciones Unidas, Du Bois publicó Color and Democracy, un libro que atacó los imperios coloniales y, en palabras de un crítico, "contiene la dinamita suficiente para hacer estallar a todo el sistema vicioso en el que hemos confortado nuestras almas blancas y forrado los bolsillos de las generaciones de los capitalistas saqueadores".
A finales de 1945, Du Bois asistió al quinto y su último, Congreso Panafricano, en Mánchester, Inglaterra. El Congreso fue el más productivo de los cinco congresos y allí Du Bois conoció a Kwame Nkrumah, el futuro primer presidente de Ghana que más tarde invitaría a Du Bois a África.

### Guerra Fría
Cuando la Guerra Fría comenzó a finales de la década de 1940, la NAACP tomó medidas para distanciarse de los comunistas, con el fin de garantizar que la financiación y reputación de la institución no se vieran afectadas. La NAACP redobló sus esfuerzos en 1947 después que la revista Life publicó una pieza de Arthur Schlesinger Jr. alegando que la NAACP había sido influenciada por los comunistas. Du Bois no se ajustaba al deseo de la NAACP de evitar asociaciones comunistas. Él había confraternizado con simpatizantes comunistas, como Paul Robeson, Howard Fast y Shirley Graham (su futura segunda esposa). Du Bois escribió: "No soy un comunista.... Por otro lado, yo... creo... que Karl Marx... puso el dedo directamente sobre nuestras dificultades... ". En 1946, Du Bois escribió artículos dando su evaluación de la Unión Soviética: no abrazó al comunismo y criticó su dictadura. Sin embargo, creía que el capitalismo era el responsable de la pobreza y el racismo y consideró que el socialismo era una alternativa que podría paliar esos problemas. Los soviéticos habían rechazado explícitamente las distinciones raciales y de clase, llevando a Du Bois a concluir que la URSS era el "país más esperanzador en la tierra". La asociación de Du Bois con prominentes comunistas lo hizo un riesgo para la NAACP, especialmente desde que el FBI había empezando a investigar agresivamente a simpatizantes comunistas, así que por mutuo acuerdo, renunció a la NAACP a finales de 1948. Después de salir de la NAACP en 1948, Du Bois comenzó a escribir regularmente para el periódico izquierdista National Guardian, una relación que duraría hasta 1961.

### Activismo por la paz
Du Bois fue un permanente activista antibélico, pero sus esfuerzos se hicieron más pronunciados después de la Segunda Guerra Mundial. En 1949, Du Bois habló en la Conferencia Cultural y Científica para la Paz Mundial en Nueva York: "¡Te digo, pueblo de América, el mundo oscuro está avazando! Quiere y tendrá la libertad, la autonomía y la igualdad. No se entretendrán con esos derechos fundamentales por la división dialéctica de los pelos políticos... Los blancos pueden, si quieren, armarse para el suicidio. ¡Pero la gran mayoría de los pueblos del mundo marcharán por encima de ellos a la libertad!"
En la primavera de 1949, habló ante el Congreso Mundial de Partidarios de la Paz en París, diciéndole a la multitud: "liderando este nuevo imperialismo colonial viene mi tierra natal construida por el trabajo duro y la sangre de mi padre, los Estados Unidos. Estados Unidos es una gran nación; rica por la gracia de Dios y próspera por el duro trabajo de sus más humildes ciudadanos...Embriagados de poder estamos llevando al mundo hacia el infierno en un nuevo colonialismo con la misma vieja esclavitud humana que una vez nos arruinó; y a una tercera guerra mundial que arruinará al mundo". Du Bois se afilió a la organización izquierdista, el Consejo Nacional de Artes, Ciencias y Profesiones (ASP), y, como representante de la ASP, viajó a Moscú a finales de 1949 para hablar en la Conferencia de Paz de toda la Unión Soviética.

### Macartismo
Du Bois fue víctima de la campaña anticomunista del Macartismo. El historiador Manning Marable caracteriza al tratamiento del gobierno con Du Bois como una «represión despiadada» y un «asesinato político». El FBI comenzó a compilar un archivo sobre Du Bois en 1942, y el gobierno continuó vigilándolo esporádicamente hasta su muerte.
El ataque más significativo del gobierno contra Du Bois se debió a su oposición a las armas nucleares. En 1950, Du Bois fue nombrado presidente del recién creado Centro de Información de Paz (PIC), que trabajó para dar a conocer la Apelación de paz de Estocolmo en los Estados Unidos. El propósito principal de la apelación había sido recoger firmas para una petición a los gobiernos del mundo para la prohibición de todas las armas nucleares. El Departamento de Justicia de los Estados Unidos alegó que el PIC estaba actuando como agente de un Estado extranjero y por lo tanto le solicitó al PIC que se registrara con el gobierno federal. Du Bois y otros líderes del PIC se negaron y fueron inculpados por falta de registro. Después de la acusación, algunos de los socios de Du Bois se distanciaron de él y la NAACP se negó a emitir una declaración de apoyo, pero muchos izquierdistas y figuras laborales, incluyendo a Langston Hughes, apoyaron a Du Bois. Después de un juicio en 1951, con el abogado de defensa Vito Marcantonio discutiendo el caso, este fue desestimado. A pesar de que Du Bois no fue condenado, el gobierno confiscó su pasaporte y lo retuvo durante ocho años.

### Comunismo
Du Bois quedó amargamente decepcionado con que muchos de sus compañeros de su carrera inicial no lo hubiesen apoyado durante el juicio de 1951 por el PIC, mientras que los negros y los blancos de clase obrera lo apoyaron con entusiasmo. Después del juicio, Du Bois vivió en Manhattan, escribiendo y hablando y continuó asociado principalmente con conocidos izquierdistas. Su tema principal era la paz, y arremetió en contra de las acciones militares, tales como la guerra de Corea, a la que veía como esfuerzos de los blancos imperialistas para mantener a las personas de color en un Estado de sumisión.
En 1950, a los 82 años de edad, Du Bois se postuló para Senador de Nueva York en la lista del Partido Laboral Estadounidense y recibió unos 200.000 votos, o el 4% del total estatal. Du Bois siguió creyendo que el capitalismo era la principal causa responsable de la subyugación de las personas de color en todo el mundo, y por lo tanto – aunque reconoció las fallas de la Unión Soviética – continuó defendiendo al comunismo como una posible solución a los problemas raciales. En palabras del biógrafo David Lewis, Du Bois no respaldó al comunismo para su propio bien, sino que lo hizo porque "los enemigos de sus enemigos eran sus amigos."
El Gobierno de los Estados Unidos le impidió que asistiera a la Conferencia de Bandung de 1955 en Indonesia. La conferencia fue la culminación de 40 años de sueños de Du Bois: una reunión de 29 naciones de África y Asia, muchas recientemente independientes, que representaban a la mayoría de los pueblos de color del mundo. La conferencia celebró sus independencias, y las naciones comenzaron a afirmar su poder como países neutrales durante la Guerra Fría. En 1958, Du Bois recuperó su pasaporte, y junto a su segunda esposa, Shirley Graham Du Bois, viajó alrededor del mundo, visitando la Unión Soviética y China. En ambos países fue homenajeado y recibió tours guiados de los mejores aspectos del comunismo. Du Bois quedó ciego ante los defectos de sus naciones anfitrionas, a pesar de que realizó una gira por China durante el Gran Salto Adelante. Escribió con aprobación acerca de las condiciones de ambos países. Tenía 90 años de edad.
Du Bois quedó indignado en 1961, cuando la Corte Suprema de los Estados Unidos confirmó la Ley McCarran de 1950, una pieza clave de la legislación macartista que obligaba a los comunistas a registrarse con el Gobierno. Para mostrar su indignación, se unió al Partido Comunista en octubre de 1961, a los 93 años de edad.

### Religión
Aunque Du Bois asistió a la Iglesia congregacional de Nueva Inglaterra durante su infancia, abandonó la religión organizada mientras estuvo en la Universidad de Fisk. Como un adulto, se describió a sí mismo como un agnóstico o un librepensador y el biógrafo David Lewis llegó a la conclusión de que Du Bois no creía en Dios. Cuando se le preguntó para dirigir oraciones públicas, Du Bois se negó a hacerlo. En su autobiografía, escribió: "Cuando fui jefe de un departamento en Atlanta, el trabajo fue interrumpido porque nuevamente me resistí a dirigir la oración... Me negué rotundamente a unirme de nuevo a cualquier iglesia o a firmar cualquier credo de una iglesia. ... Creo que el regalo más grande que la Unión Soviética le ha dado a la civilización moderna fue el destronamiento del clero y la negativa a permitir que la religión se enseñe en las escuelas públicas." Du Bois creía que iglesias en los Estados Unidos eran las más discriminatorias de todas las instituciones. Du Bois ocasionalmente reconoció al papel beneficioso de la religión en la vida de los afroestadounidenses, como el "asunto fundamental" que sirvió como un ancla para las comunidades afroestadounidenses, pero en general menospreciaba a las iglesias afroestadounidenses y al clero porque sentía que no apoyaban los objetivos de la igualdad racial, y obstaculizaban los esfuerzos de los activistas.

### Muerte en África
Du Bois fue invitado a la celebración de la independencia de Ghana en 1957, pero no pudo asistir debido a que el Gobierno de los Estados Unidos había confiscado su pasaporte en 1951. En 1960, Du Bois había recuperado su pasaporte y pudo viajar a Ghana para celebrar la creación de la República de Ghana. Du Bois volvió a África a finales de 1960 para asistir a la inauguración de Nnamdi Azikiwe como el primer gobernador africano de Nigeria.
Durante su visita a Ghana en 1960, Du Bois habló con el presidente acerca de la creación de una nueva enciclopedia sobre la diáspora africana, la Encyclopedia Africana. A comienzos de 1961, Ghana notificó a Du Bois de que tenía fondos para apoyar al proyecto de la enciclopedia, e invitó a Du Bois para ir a Ghana y administrar el proyecto allí. En octubre de 1961, a la edad de 93 años, Du Bois y su esposa viajaron a Ghana para establecer su residencia y comenzar a trabajar en la enciclopedia. A comienzos de 1963, Estados Unidos se negó a renovarle su pasaporte, por lo que hizo el gesto simbólico de convertirse en un ciudadano de Ghana. Su salud declinó durante los dos años que estuvo en Ghana y murió el 17 de agosto de 1963 en la ciudad de Acra, a la edad de noventa y cinco años. Du Bois fue enterrado cerca de su casa en Acra, donde ahora está el Centro Memorial Du Bois. Una semana después de su muerte, durante la Marcha sobre Washington, el orador Roy Wilkins pidió a los cientos de miles de manifestantes honrar a Du Bois con un minuto de silencio. La Ley de Derechos Civiles de 1964, que incorporó muchas de las reformas por las cuales Du Bois hizo campaña durante toda su vida, fue promulgada un año después de su muerte.

## Familia

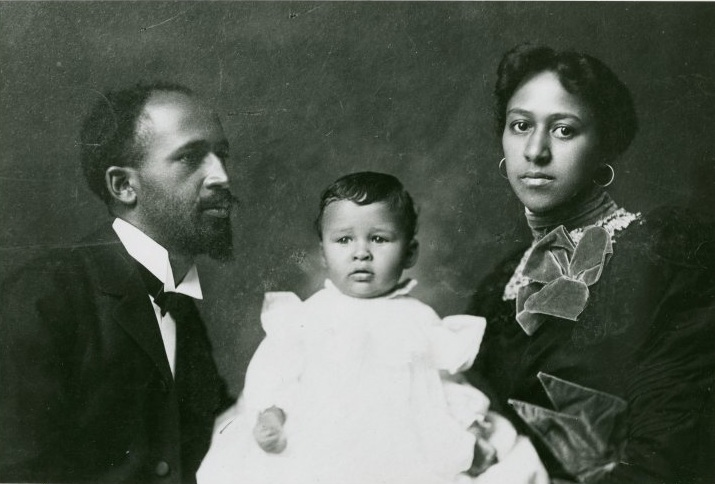
Du Bois con su esposa Nina y su hija Yolande en 1901.

Du Bois se casó dos veces, primero con Nina Gomer Du Bois (1896-1950) con quien tuvo dos hijos, Burghardt (que murió siendo bebé) y Yolande, quien se casó con Countee Cullen. Su segundo matrimonio fue con la escritora, dramaturga, compositora y activista Shirley Graham Du Bois (1951-1963). El hijastro de Du Bois, David Graham Du Bois, hijo de Shirley Graham Du Bois, siguió los pasos de su padrastro y se comprometió con las causas de los afroestadounidenses. El historiador David Levering Lewis escribió que Du Bois estuvo involucrado en varias relaciones extramaritales, pero el historiador Raymond Wolters puso en duda esto, sobre la base de la falta de corroboración de las supuestas amantes de Du Bois.

## Personalidad
Du Bois era organizado y disciplinado: su régimen de vida era levantarse a las 7:15, trabajar hasta las 5, cenar y leer el periódico hasta las 7, y luego leer un libro o socializar hasta la hora de acostarse, invariablemente antes de las 10. Fue un planificador meticuloso, y con frecuencia asignaba sus horarios y metas en grandes pedazos de papel milimetrado. Du Bois fue una especie de dandi: vestía trajes diseñados a la medida, llevaba un bastón y caminaba con un aire de dignidad. Era relativamente bajo – 166 cm – y siempre mantuvo un bigote y perilla bien cuidados. Era un buen cantante y disfrutaba de jugar al tenis. Muchos conocidos lo consideraban como alguien lejano y distante, e insistía en ser tratado como "Dr. Du Bois". Aunque no era sociable, formó una estrecha amistad con varios asociados tales como Charles Young, Paul Laurence Dunbar, John Hope y Mary Ovington. Su mejor amigo fue Joel Spingarn —un hombre blanco—, pero Du Bois nunca aceptó la oferta de Spingarn de tratarse por su nombre de pila. La doctora y activista afroamericana Annie Elisabeth Delany, "Bessie", que lo conoció personalmente, lo describe así en sus memorias:

Todavía puedo ver su cara: era un hombre de tez morena, guapo y con bigote, de mirada muy inteligente. El doctor Du Bois era el director de The Crisis y estaba siempre hablando claro contra esto o aquello, sobre todo de los linchamientos en el Sur. Muchos pensaban que su enfoque era demasiado duro, demasiado amenazador para los blancos y, en consecuencia, peligroso para nosotros. Papá solía decir del doctor Du Bois: "Necesitamos líderes como él, es bueno para nuestro pueblo; pero no todos podemos ser como él". Sospecho que pensaba que se iba a derramar demasiada sangre. El doctor Du Bois conocía a mi padre porque en esa época había poquísimos negros con educación y destacados. También él vivía siempre en casa de mi hermano Lemuel cuando iba a Raleigh. Papá no era lo bastante agresivo según el rasero del doctor Du Bois, que lo tenía por el tipo de negro "de pañuelo a la cabeza" que se unta el pelo con mejunges para alisarlo, el que anda siempre haciendo reverencias y deja que los blancos lo traten a patadas. No era justo, porque mi padre tenía una gran dignidad. Aun así, yo creía en el planteamiento del doctor Du Bois: habría dado hasta la vida por la causa. ¡Quería justicia para mi pueblo, o, al menos, una existencia mejor, iguales oportunidades!

## Honores
- Recibió la medalla Spingarn en 1920.[269]
- Recibió el Premio Lenin de la Paz por la URSS en 1959.[270]
- El sitio de la casa donde Du Bois creció en Great Barrington, Massachusetts, fue designado Hito Histórico Nacional en 1976.[271]
- En 1992, el Servicio Postal de los Estados Unidos honró a Du Bois con su retrato en un sello.[272]
- El 5 de octubre de 1994, la biblioteca principal en la Universidad de Massachusetts Amherst fue nombrada con el nombre de Du Bois.[273]
- Un dormitorio fue nombrado con su nombre en la Universidad de Pensilvania, donde había dirigido la investigación de campo para su estudio sociológico The Philadelphia Negro.[274]
- Africana: The Encyclopedia of the African and African-American Experience fue inspirada y dedicada a W. E. B. Du Bois por sus editores Kwame Anthony Appiah y Henry Louis Gates Jr.[275]
- La Universidad Humboldt de Berlín ofrece una serie de conferencias, nombradas en honor a Du Bois.[276]
- En 2002, el erudito Molefi Kete Asante colocó a Du Bois en su lista titulada 100 Greatest African Americans ('Los 100 afroestadounidenses más importantes').[277]
- En 2005, fue honrado con un medallón en el memorial a los voluntarios estadounidenses importantes de Washington D. C., The Extra Mile.[278]
- Du Bois es honrado con un día de festividad en el calendario litúrgico de la Iglesia Episcopal de los Estados Unidos el 3 de agosto.[279]

## Tributo
W.E.B. Du Bois fue coronado con el Grand prix de la mémoire (Gran premio de la memoria) en la edición 2017 de los Grandes Premios de las Asociaciones Literarias (GPAL).

## Obras seleccionadas
| Libros de no ficción - The Study of the Negro Problems (1898) - The Philadelphia Negro (1899) - The Negro in Business (1899) - The Souls of Black Folk (1903) - Las almas del pueblo negro (2020, Capitán Swing) - The Talented Tenth, segundo capítulo de The Negro Problem, una colección de artículos escritos por afroestadounidenses. (septiembre de 1903). - Voice of the Negro II (septiembre de 1905) - John Brown: A Biography (1909) - Efforts for Social Betterment among Negro Americans (1909) - Atlanta University's Studies of the Negro Problem (1897–1910) - The Negro (1915) - The Gift of Black Folk (1924) - Africa, Its Geography, People and Products (1930) - Africa: Its Place in Modern History (1930) - Black Reconstruction in America (1935) - What the Negro Has Done for the United States and Texas (1936) - Black Folk, Then and Now (1939) - Color and Democracy: Colonies and Peace (1945) - The Encyclopedia of the Negro (1946) - The World and Africa, an Inquiry into the Part Which Africa Has Played in World History (1947) - The World and Africa (1946) - Peace Is Dangerous (1951) - I Take My Stand for Peace (1951) - In Battle for Peace (1952) - Africa in Battle Against Colonialism, Racialism, Imperialism (1960) | Autobiografías - Darkwater: Voices From Within the Veil (1920) - Dusk of Dawn: An Essay Toward an Autobiography of a Race Concept (1940) - The Autobiography of W. E. Burghardt Du Bois, (1968) Novelas - The Quest of the Silver Fleece (1911) - Dark Princess: A Romance (1928) - The Black Flame Trilogy: - The Ordeal of Mansart (1957) - Mansart Builds a School (1959) - Worlds of Color (1961) Archivos de The Crisis Du Bois editó The Crisis desde 1910 hasta 1933, y acá están muchas de sus polémicas importantes. - University of Tulsa: Modernist Journals Collection - Brown University - Google Libros Grabaciones - Socialism and the American Negro (1960) Archivado el 30 de septiembre de 2011 en Wayback Machine. - W.E.B. DuBois A Recorded Autobiography, Interview with Moses Asch (1961) Archivado el 27 de noviembre de 2011 en Wayback Machine. Tesis doctorales - The Suppression of the African Slave Trade to the United States of America: 1638–1870, (Tesis doctoral), Harvard Historical Studies, Longmans, Green, and Co. (1896) |

## Información adicional
Libros
- Crouch, Stanley and Playthell, Benjamin (2002), Reconsidering The Souls of Black Folk, Running Press, Philadelphia, PA, ISBN 978-0-7624-1699-8.
- Gooding-Williams, Robert (2009), In the Shadow of Du Bois: Afro-Modern Political Thought in America, Harvard University Press, ISBN 978-0-674-03526-3.
- Hubbard, Dolan (2003) (Ed.). The Souls of Black Folk: One Hundred Years Later, University of Missouri Press, ISBN 978-0-8262-1433-1.
- Lewis, David Levering (1994), W. E. B. Du Bois: Biography of a Race, 1868-1919, Owl Books. Ganador del Premio Pulitzer, Premio Bancroft y el Premio Francis Parkman. ISBN 978-0-8050-6813-9.
- Lewis, David Levering (2001), W. E. B. Du Bois: The Fight for Equality and the American Century 1919-1963, Owl Books. Ganador del Premio Pulitzer 2001 para biografías. ISBN 978-0-8050-6813-9.
- Lewis, David Levering, and Willis, Deborah (2005), A Small Nation of People: W. E. B. Du Bois and African American Portraits of Progress, HarperCollins, ISBN 0-06-081756-9.
- Meier, August (1963), Negro Thought in America, 1880-1915: Racial Ideologies in the Age of Booker T. Washington, University of Michigan Press, ISBN 978-0-472-06118-1.
- Rampersad, Arnold, (1976), The Art and Imagination of W. E. B. Du Bois, Harvard University Press, ISBN 978-0-674-04711-2.
- Rudwick, Elliott M. (1968), W. E. B. Du Bois: Propagandist of the Negro Protest, University of Pennsylvania Press, ASIN B00442HZQ2.
- Broderick, Francis L. (1959), W. E. B. Du Bois: Negro Leader in a Time of Crisis, Stanford University Press, ASIN B000X665SM.
- Sterne, Emma Gelders (1971), His Was The Voice, The Life of W. E. B. Du Bois, New York: Crowell-Collier Press. Libro para niños. ASIN B000I1XNX2.
- Sundquist, Eric J. (1996) (Ed.), The Oxford W. E. B. Du Bois Reader, Oxford University Press, ISBN 978-0-19-509178-6.
- Wolfenstein, Eugene Victor (2007), A Gift of the Spirit: Reading The Souls of Black Folk, NY: Cornell University Press, 2007, ISBN 0-8014-7353-5.
- Wright, William D. (1985), The Socialist Analysis of W.E.B. Du Bois, Ph.D. dissertation, State University of New York at Buffalo.

Documentales
- Massiah, Louis (productor y director), W. E. B. Dubois a Biography in Four Voices, película documental, 1996, California Newsreel